# 양수진 (아나운서)
양수진은 대한민국 현 YTN 라디오의 아나운서이다.

## 경력
- KBS 강릉방송국 40기 공채 아나운서
- 현 YTN 라디오 아나운서